# Nicolaus Ebeling
Nicolaus Ebeling (* 19. September 1870 in Cranz, Provinz Hannover; † 5. April 1939 in Hamburg) war ein deutscher Reeder. Bis 1938 stellte er in Altona und Bremerhaven 30 Fischdampfer in Dienst.

## Leben
Ebeling war der jüngste Sohn unter acht Kindern des Schiffseigners und Frachtschiffers Claus Ebeling. Die Mutter starb früh. Sein erstes Geld verdiente er in der Kutterfischerei und beim Fischverkauf an den St. Pauli-Landungsbrücken. Bei seinem Vater fuhr er als Schiffsjunge auf dem Frachtsegler Petrus zur See. Nach mehreren Jahren auf  Kuttern diente er bei der  Kaiserlichen Marine. Danach musterte er als Matrose auf einem „Qualmewer“ der  Altonaer Fischdampferreederei Nippe an. Von der ersparten  Heuer konnte er den Besuch der Hamburger Navigationsschule bezahlen. Als Steuermann bei Nippe geblieben, wurde er schon nach einem Jahr als Kapitän des Fischdampfers Elbe eingesetzt. Johann Hinrich Köser übertrug ihm später die Führung der Platessa. Als er sich beim Sprung von der  Brücke ein Bein gebrochen hatte und längere Zeit ausfiel, drängte es Ebeling zur Selbständigkeit. Er kaufte einen kleinen  Schlepper, den er nach dem Frachtensegler seines Vaters Petrus benannte. Mit ihm betrieb er ein erfolgreiches Bugsiergeschäft auf der Elbe.

### T & E
Am 8. November 1905 vereinbarte er mit dem Kaufmann Johannes Thode die Gründung einer Reederei. Die abendliche Gründungsversammlung „im Locale des Herrn Inzelmann“ dauerte anderthalb Stunden. Ebeling, Thode, Heinrich Albers, H. Behrends, H. Brandt, C. Cohrs, August Flashoff, J. Inzelmann, P. Ketelsen, J. Krohn, J.H. Mewes, Franz Müller und Joh. Vester beschlossen  den Bau von zunächst zwei Fischdampfern. Das dritte wurde schon am 4. Dezember 1905 geordert. Am 18. Oktober 1906 lief SCHLESWIG, wenig später HOLSTEIN vom Stapel. Einen beziehungsreichen Namen hatte auch AUGUSTENBURG. Das Unternehmen wurde zur Partenreederei ausgebaut. Um die Risiken der Hochseefischerei auszugleichen, wurden grundsätzlich vier Fischdampfer zu einer Interessengemeinschaft zusammengeschlossen. Über Gewinn und Verlust rechneten sie gemeinsam ab. Mit der wachsenden Flotte entstanden vier solche Betriebs- und Vermögensgemeinschaften. Nachdem die Reederei 1907 vorübergehend nach Hamburg verlegt worden war, kehrte sie mit dem Ausbau des Altonaer Fischereihafens nach Altona zurück. Das erste Kontorhaus stand in der Großen Elbstraße in Altona. Gefischt wurde zunächst nur in der Nordsee, später auch vor Island und Norwegen. Da die Fangergebnisse und Gewinne von Anfang an gut und die Mitreeder mit ihren Korrespondentreedern zufrieden waren, konnten weitere Fischdampfer gebaut werden.

### Alleinverantwortung
Als Johannes Thode 1914 mit 54 Jahren starb, musste Ebeling auch die innere Verwaltung der Reederei tragen. Trotzdem wurde 1915 bei Janssen & Schmilinsky ein weiterer Dampfer in Auftrag gegeben. Einmütig wurde als Schiffsname N. EBELING beschlossen. Der Erste Weltkrieg unterbrach Erfolg und Wachstum der Reederei. Der Fischfang unterlag den kriegsbedingten Einschränkungen. Neue Fischdampfer wurden zwar auf Kiel gelegt, aber von der Marine reklamiert. Fünf Schiffe gingen verloren. Die übrigen Einheiten kamen zurück, mussten aber erst wieder in fanggerechte Fischereifahrzeuge umgebaut werden. Unverzagt erwarb Ebeling schon 1918 den Neubau AXEL WALTER, der als NORBURG auf Fang geschickt wurde. Im selben Jahr wurde FLENSBURG als erster Nachkriegsbau bestellt.

### Reederei Ebeling
1921 bereederte Ebeling 15 Schiffe. Der Anfang der 1920er Jahre war schwer; aber 1926 wurden fast 15 Millionen Pfund Seefisch angelandet. Ab dem 31. Januar 1920 zeigte die blau–weiß–rote Reedereiflagge im Mittelfeld nicht mehr die Initialen T & E, sondern einen siebenzackigen goldenen Stern. Er war das persönliche Wahrzeichen des nunmehr alleinigen Korrespondentreeders Ebeling. Am 18. Oktober 1922 gründete er unter der Bezeichnung N. Ebeling eine Offene Handelsgesellschaft, die die Geschäfte einer Korrespondentreederei betrieb. Am folgenden Tag trat Ebelings Schwiegersohn Werner Berger als Teilhaber in die Firma; sechs Jahre später starb er bei einem Unfall. Am  26. Januar 1923 wurde Ebelings zweiter Schwiegersohn John Mahn persönlich haftender Gesellschafter. Auf seinen Namen wurde 1927 ein neuer Fischdampfer  getauft.

### Inflation
Die Inflation machte eine Kalkulation über den Tag hinaus unmöglich. Um einen Ausgleich zu schaffen und die schlimmsten Inflationsschäden abzuwenden, wurden Fänge vermehrt in Aberdeen und Grimsby angelandet. 1923, das große Chaosjahr der Weimarer Republik, traf Ebeling wie die ganze Hochseefischerei schwer. Durch den Friedensvertrag von Versailles fiel das Ruhrgebiet als Absatzmarkt völlig aus. Deshalb musste Ebeling im April 1923 vier Dampfer  auflegen. Ein dreimonatiger Streik der Schiffsbesatzungen verschärfte die Lage. 1924  strandeten N. EBELING, GLÜCKSBURG und SONDERBURG bei Nebel und schwerem Eisgang auf der Elbe. Trotz aller Schwierigkeiten und Rückschläge konnte Ebeling den Mitreedern die Substanz erhalten und der Reederei über die gesetzliche Höhe hinaus eine volle Aufwertung sichern.

### Ägypten
1924 lief SONDERBURG unter Kapitän Carl Wilhelmi in 19 Tagen nach Alexandria. Ebeling und sein Schwiegersohn Berger wollten neue Fanggebiete im  Mittelmeer erschließen und am Nildelta eine neue Fischerei aufbauen. Derweil führte John Mahn den Reedereibetrieb. Die ägyptischen Behörden erlaubten die Fischerei in der Dreimeilenzone. Die Erlöse waren nicht schlecht, die Kosten aber zu hoch. Deshalb wurde das Unternehmen nach fünf Monaten abgebrochen.

## Von der Elbe an die Weser
Als langjähriger Vorsitzender des Fischdampfer-Reedereivereins „Elbe“ sah Ebeling die Vor- und Nachteile der Fischereihäfen an Elbe und Weser klar:

„In der Steigerung der Erzeugung und insbesondere in der Rationalisierung des ganzen Betriebes liegt die wesentliche Lösung der Aufgabe, die gegenwärtigen Schwierigkeiten zu bekämpfen … Was zunächst die geographische Lage der Fischmärkte anbelangt, so distanziert sich Altona von Cuxhaven um 55 Seemeilen, während Wesermünde–Bremerhaven wie auch Cuxhaven von den durch die Hochseefischerei befischten Gebieten zu gleicher Zeit zu erreichen sein dürften.
 Der örtliche Unterschied beziffert sich also auf 110 Seemeilen oder einen halben Tag für jede Fangreise, vergrößert sich aber ohne Überschätzung auf einen vollen Tag, wenn in Betracht gezogen wird, daß in Wesermünde und Cuxhaven die Abfahrtzeiten der Fischdampfer nach Beendigung der tariflichen Liegezeit im Gegensatz zu Altona genau innegehalten werden, des weiteren durch Flut- und Ebbstrom, Eis und Nebel Zeitverluste entstehen.
 Unter Berücksichtigung eines täglichen Unkostensatzes von annähernd 400 RM und eines jährlichen Durchschnitts von 20 Fangreisen für einen Fischdampfer würde mit der Betriebsverlegung nach der Unterweser ein jährlicher Betrag von annähernd 112.000 RM gespart werden können.
 Während die Altona registrierten Fischdampfer in ihrem Heimathafen 27,7 Millionen Pfund Konsumfische anlandeten, betrug dieser Umsatz in Wesermünde 164,7 Millionen Pfund bei einem Flottenbestand von 134 Fischdampfern. Diese wesentlichen Unterschiede sind auch aus den Zahlen der Fischversandgeschäfte feststellbar. Während den Wesermünder Fischmarkt 156 eingetragene Fischgroßhändler stützen, beschränkt sich deren Zahl in Altona auf 19 Betriebe!
Moderne und wirtschaftliche Anlagen – insbesondere ein vorbildlicher Versandbahnhof – bewirken in Wesermünde den gewaltigen Fischumsatz. Nicht unwesentlich wird der Absatz durch die vorteilhaftere Versandlage Wesermündes insbesondere nach West-, Süd- und Mitteldeutschlandgefördert – im Gegensatz zu Altona, wo unzulängliche Verhältnisse häufig verspätete Ankunft der Fischwaren im Bestimmungsort zur Folge haben. … Andererseits darf nicht verkannt werden, daß Altona bisher zufolge seiner entwickelten Industrie und des Imports die größten Umsätze in Heringen erzielte. Betrachtet man jedoch die ständig aufsteigende Umsatzkurve des Wesermünder Fischmarktes auch für den Hering, so kann man mit Recht bezweifeln, ob Altona diesen Vorrang nicht im Laufe der nächsten Jahre an Wesermünde wird abtreten müssen … Die gegenwärtige, benachteiligte Lage des Altonaer Fischmarktes ist nicht zuletzt auf die geradezu rücksichtslose Interesselosigkeit der zuständigen Behörden zurückzuführen, die den Belangen der hiesigen Fischwirtschaft keinerlei Rechnung tragen.“

223 von 268 Stimmberechtigten stimmten für die Übersiedlung des Unternehmens an die Unterweser.

### Bremerhaven
Die Stadt Bremerhaven konnte der Reederei am Alten Hafen Räumlichkeiten und Werkstätten der ehemaligen Sirius AG als günstig gelegenes Aufbau- und Arbeitsgelände zuweisen. Auch im  Hansestadt Bremischen Amt fand die Reederei großzügige Unterstützung. Die Übersiedlung selbst forderte ein enormes Maß an Arbeit und Organisation. Hinzu kam, dass in Altona alle Reparaturen und Ausrüstungen von Handwerksbetrieben ausgeführt wurden; hingegen deckten die in Wesermünde–Bremerhaven ansässigen Hochseefischereien allen Ausrüstungsbedarf in eigener Regie. Das machte zwar unabhängig, brachte aber mehr Arbeit und Verantwortung. So musste die Fa. Ebeling den Betrieb wesentlich erweitern; die unternehmerischen Hoffnungen erfüllten sich aber bereits in den ersten Jahren. Unter den organisch aufgebauten Nebenbetrieben waren bald eine Netzmacherei und eine Taklerei, ein großes Ausrüstungslager und eine  schiff- und maschinenbauliche Reparaturwerkstatt  mit Tischlerei und Zimmerei. Dem Beispiel fast aller anderen Reedereien folgend, gründete N. Ebeling am 31. Juli 1930 die Seefischgroßhandlung „Seefisch“ Herings- und Fischhandelsgesellschaft m.b.H. Mit dem Pökeln von Heringen gewann sie Bedeutung.

### John Mahn
Der inzwischen 60 Jahre alte Ebeling beauftragte seinen Schwiegersohn Mahn mit dem Aufbau des Betriebes und der Bereederung der Flotte; er solle sich aber eine eigene Flotte schaffen. Von 1931 bis 1939 wurden es acht Fischdampfer. Die durchschnittliche Verzinsung belief sich auf 11,6 %. Mahn gründete 1929 die Nordatlantische Hochseefischerei.
Ebeling starb nach schwerer Krankheit mit 68 Jahren.